# Environnement au Niger
L'environnement au Niger est l'environnement (ensemble des éléments — biotiques ou abiotiques — qui entourent un individu ou une espèce et dont certains contribuent directement à subvenir à ses besoins) du pays Niger, pays d'Afrique. Le pays, relativement désertique, est dépendant notamment de l'exploitation de pétrole et d'uranium. L'alimentation de la population, de plus de vingt-deux millions d'habitants en 2018, est rendue problématique par la désertification.

## La biodiversité du Niger

### Milieux naturels

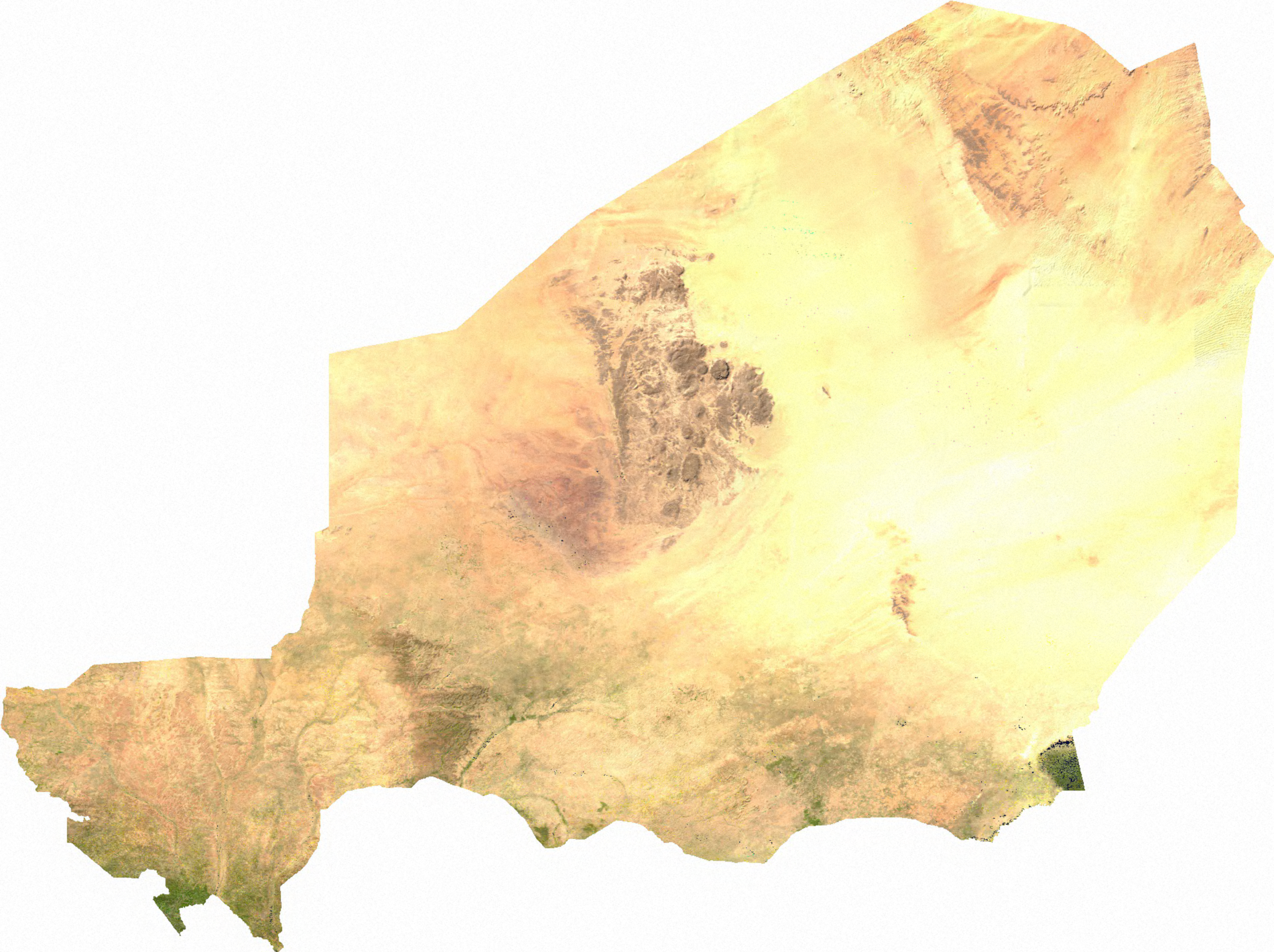
Image satellite du Niger.

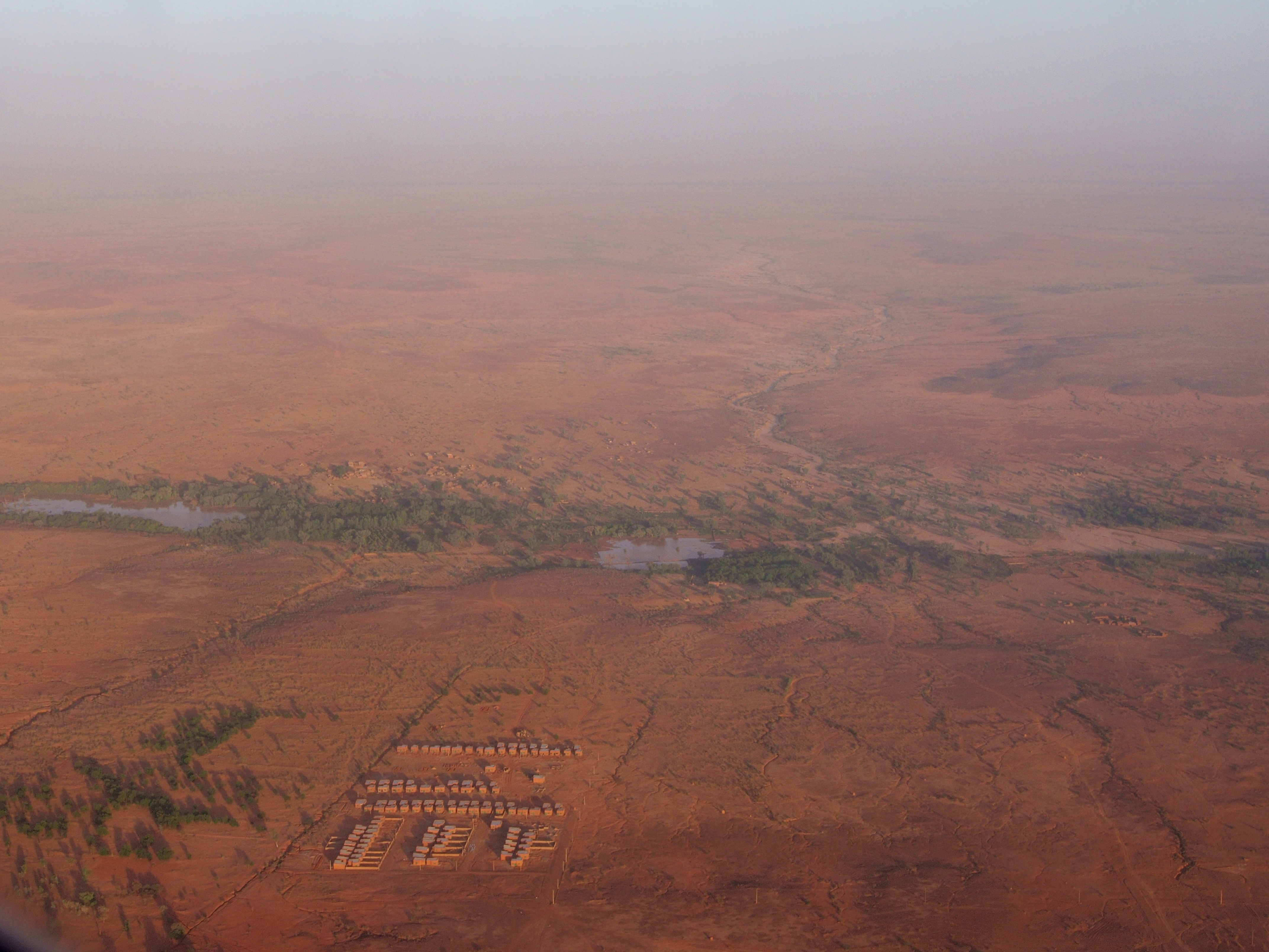
au sud-ouest du Niger.

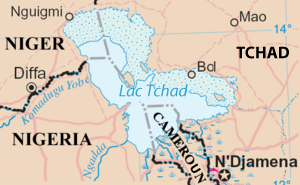
Région du Lac Tchad au sud-est du Niger.

Le Niger se présente comme une très vaste pénéplaine ancienne, dont l'altitude moyenne est de 350 m. Trois grandes zones le partagent :
- le Niger méridional, bande de 1 300 km de long et 200 km de large, la moins aride du territoire national. Les cuvettes argileuses peuvent conserver un caractère lacustre. Cette région comprend principalement des plateaux gréseux, des dépressions et des vallées fossiles (dallols) réactivées à la saison des pluies. Vers l'ouest, le plateau est coupé par la vallée du fleuve Niger ;
- l'Aïr, un massif montagneux situé au nord-ouest du pays, étendu sur 300 km du nord au sud et 200 km d'est en ouest et dépassent souvent 1 000 m : le point culminant de l'Aïr est le mont Bagzane (2 022 m) ;
- le Ténéré est une plaine sableuse hyperaride qui se termine à l'est par la falaise du Kaouar et au nord par les plateaux du Djado et du Mangueni. C'est, avec la Majabat al Koubra et le désert libyque, la zone la plus aride du Sahara actuel.

Situé dans une des régions les plus chaudes et les plus ensoleillées de la Terre, le Niger est doté d'un climat essentiellement très chaud et très sec.

### Faune et flore

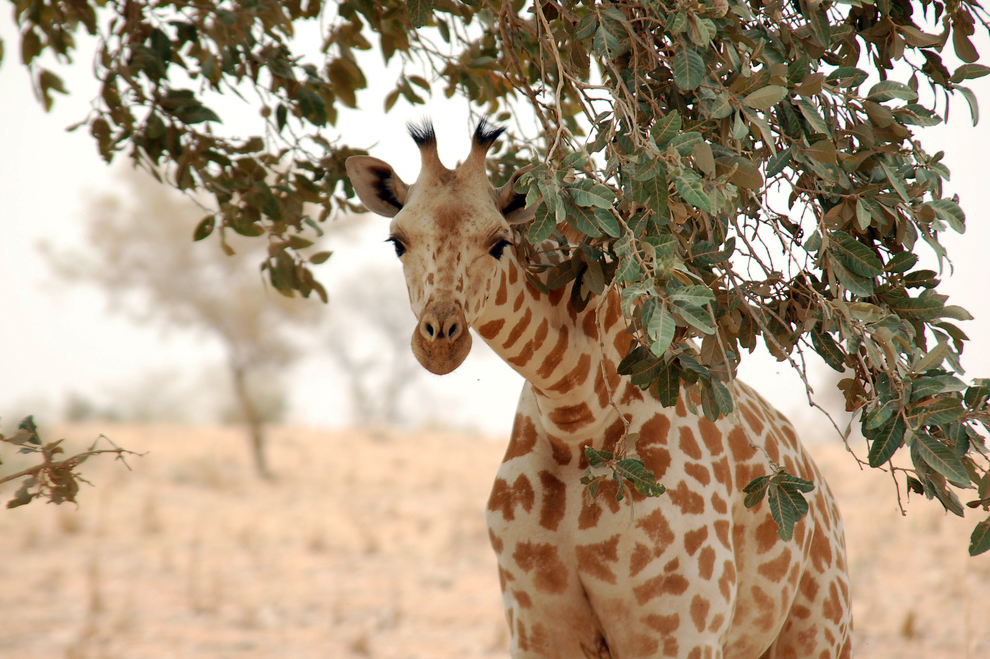
Girafe du Niger.

Toutes les girafes sont considérées comme vulnérables, en danger ou en danger critique d’extinction. À travers toute l’Afrique, les populations ont diminué de près de 40 % en trois décennies. Il ne resterait plus qu’environ 110 000 girafes sur la planète. La rare girafe du Niger (ou girafe d’Afrique de l’Ouest, Giraffa camelopardalis peralta) ne se trouve plus que dans la région de Kouré, au Niger. Il n’en restait que 49 en 1996 ; leur nombre est remonté à plus de six cents en vingt-cinq ans.  Leur retour est l’une des plus grandes réussites en matière de conservation en Afrique. C’est aussi l’une des plus inattendues.
Le pays est un des cinq derniers où le lion d'Afrique est présent. En 2014, on ne comptabilisait plus que 406 individus dans la région de l’Afrique de l’Ouest.

### Espaces protégés
Le parc national du W du Niger est un parc transfrontalier du Niger, du Burkina Faso et du Bénin, au sein de la Savane soudanienne occidentale. Il abrite la dernière grande population de lions d'Afrique en Afrique de l'Ouest ; mais on y compte moins de deux cents individus.

## Impacts sur les milieux naturels

### Activités humaines

#### Agriculture
Sécheresses, pression démographique et désertification, participent d’une dégradation accélérée de l’environnement du Niger et de sa situation alimentaire. Plusieurs activités sont pointées : mise en culture d’écosystèmes fragiles, baisse tendancielle des rendements, surpâturage autour des points d’eau, mauvaises pratiques de l’irrigation...

#### Chasse, pêche et braconnage
Dans la deuxième moitié des années 2010, la peau d'âne est devenue un produit très prisé sur le marché noir en raison d'une forte demande venue de Chine, où ces peaux sont utilisées dans la médecine traditionnelle et depuis 10 ans pour la fabrication de produits de bien-être basiques. La quantité de peaux vendues — 80 000 en l'espace de neuf mois au Niger, en 2018 — a soulevé des craintes relatives à la disparition d'ânes au niveau local.

### Pression sur les ressources non renouvelables
Les plus importantes ressources naturelles du Niger sont l'or, le fer, le charbon, l'uranium et le pétrole. 

#### Exploitation de l'uranium, pollution et impact sanitaire
Environ 30 % de l'uranium extrait par Areva provient du Niger, qui exploite les mines d’Arlit dans le nord du pays depuis les années 1970. Depus 2002, l’ONG Aghir In'man dénonce une pollution et des maladies liés à la présence de millions de résidus exposés à l'air libre.

### Pollutions

#### Gestion de l'eau et pollution de l'eau
Le territoire comprend d'importantes ressources en eau souterraine avec une véritable mais profonde nappe souterraine dans le nord du pays.
Le lac Tchad couvre moins de 10 % de la surface qu'il occupait dans les années 1960. La récente diminution massive de la superficie du lac est principalement due à des pluies de plus en plus rares, des sécheresses dramatiques (1973, 1984, 2008) et le déboisement. Beaucoup de riverains sont défavorables à sa remise en eau, l'assèchement ayant mis à nu des terres fertiles dont ils tirent de bons revenus.

#### La gestion des déchets
Un habitant d'Afrique sub-aharienne génère en moyenne 165 kg de déchets par an et par habitants en 2023 (soit nettement moins que dans les pays plus riches).

### Impacts de l'urbanisation
La population est estimée à 22,4 millions d'habitants.

## L'exposition aux risques
Le pays est soumis aux risques de sécheresse et de désertification, cette dernière étant considérée comme la problématique majeure du pays.
La région a connu plusieurs sécheresses dramatiques : 1973, 1984 et 2008.

## Politique environnementale au Niger

### Politique nationale
Le Niger a voté le 29 décembre 1998 une Loi cadre relative à la gestion de l’environnement.
Les 26 et 27 avril 2004 sont signés :
- par les chefs d’État, la « Déclaration de Paris » qui décline des principes de gestion et de bonne gouvernance pour un développement durable et partagé du Bassin du Niger ;
- par les partenaires de l’ABN, un « Cadre de Coopération ».

Le Niger, qui avait connu des périodes de diminution importantes des populations de girafes, a élaboré en 2011 la première stratégie nationale de conservation des girafes en Afrique.

### Actions individuelles et associatives
- Lauréat du prix international Nuclear Free Future Award 2017 (dans la catégorie Résistance), Almoustapha Alhacen, Fondateur et président de l’ONG Aghir In'man, mène un combat depuis 2002 pour la reconnaissance des conséquences environnementales et sanitaires de l'exploitation des mines d'uranium d’Arlit[4].